# مکائوی سن کروآ
مکائوی سن کروآ (نام علمی: Ara autocthones) نام یک گونه منقرض‌شده از سرده طوطی‌های شادرنگ است.